# エミル&フローズン・キャメルズ
エミル&フローズン・キャメルズ（英語:Emir & Frozen Camels）は、エミル・ブコヴィツァ（Emir Bukovica）によって、アメリカ合衆国・フロリダ州のフォートマイヤーズで結成されたバンドである。初期メンバーにはブコヴィツァの他、AC/DCのベーシスト・クリフ・ウィリアムズ、そしてダレル・ナット（Darrell Nutt）、ダニー・シェパード（Danny Shepard）という2人のアメリカ人がいた。
初のアルバム『San』を制作した後、2000年にエミル・ブコヴィツァはボスニア・ヘルツェゴビナに活動の場を移し、バルカン版のエミル＆フローズン・キャメルズを結成する。2002年、ボスニア・ヘルツェゴビナの音楽賞「ダヴォリン賞」の国際部門で受賞、2004年には楽曲「Sarajevo, New York, Rome」にて「ダヴォリン賞」の最優秀アーバン・ロック部門で受賞を果たす。2010年にはアルバム『No Pasaran』にて「インデクシ賞」を受賞する。2013年にはテュルクビジョン・ソング・コンテスト2013のボスニア・ヘルツェゴビナ代表を務める。

## アルバム
- 1994年: Pilot-CD
- 2000年: San
- 2002年: Znam
- 2009年: No pasaram
- 2013年: Best of Emir & Frozen Camels

## メンバー
- エミル・ブコヴィツァ（Emir Bukovica、ヴォーカル、ギター）
- アドナン・ムラトヴィッチ（Adnan Muratović、ベース、ギター）
- ダミル・バイラクタレヴィッチ（Damir Bajraktarević、ギター）
- ダニイェル・バイラクタレヴィッチ（Danijal Bajraktarević、ドラム）
- メフメド・トロマノヴィッチ（Mehmed Toromanović、ギター）

### 元メンバー
- クリフ・ウィリアムズ（Cliff Williams、ベース、ギター）
- ダレル・ナット（Darrel Nutt、ドラム）
- ダニー・シェパード（Danny Shepard、ギター、ヴォーカル）
- デイヴィッド・C・ジョンソン（David C. Johnson、ベース、ギター）
- マイク・ロジャーズ（Mike Rogers、ギター）
- エリオット・ランダール（Elliott Randall、ギター）
- ユレ・ブリャク（Jure Baljak、ドラム）
- イヴァン・ヴラニェシュ（Ivan Vranješ、ギター）
- ルカ・プティツァ（Luka Putica、ベース、ギター）
- マリオ・ルケタ（Mario Luketa、ギター）
- ユライ・ビリン（Juraj Birin、ギター）
- マティヤ・ノヴァク（Matija Novak、ドラム）